# Dar Bouazza
Dar Bouazza (en àrab دار بوعزة, Dār Būʿazza; en amazic ⴷⴰⵕ ⴱⵓⵄⵣⵣⴰ) és un municipi de la província de Nouaceur, a la regió de Casablanca-Settat, al Marroc. Segons el cens de 2014 tenia una població total de 151.373 persones.